# Apertura (typografia)

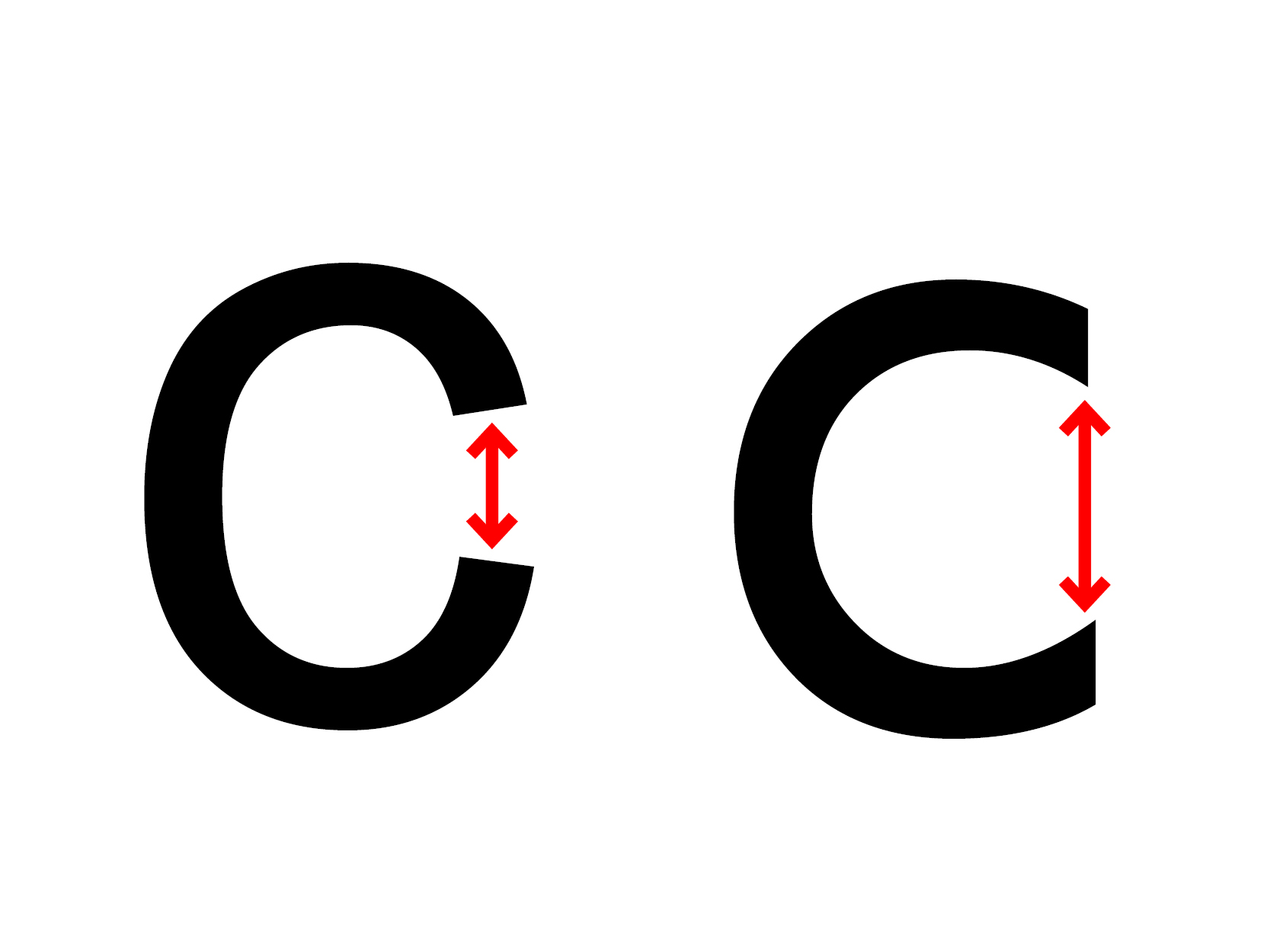
Różnica w aperturach

Apertura (ang. aperture) – termin typograficzny określający szczelinę między zakończeniami kresek otwartych liter (np. C, c, S, s, e). Często jest jednym z wyznaczników, za pomocą których można przypisać dany krój pisma do grupy – np. kroje humanistyczne (np. Bembo) cechuje duża apertura, kroje romantyczne (np. Bodoni) i realistyczne (np. Helvetica) mają małą aperturę, natomiast bardzo duża apertura występuje w antycznych inskrypcjach greckich i wzorowanych na nich krojach pism.